# Triều Tiên Tuyên Tổ
Triều Tiên Tuyên Tổ (chữ Hán: 朝鮮宣祖; Hangul: 조선 선조; 26 tháng 11, 1552 - 16 tháng 3 năm 1608), là vị quốc vương thứ 14 của nhà Triều Tiên. Ông trị vì từ năm 1567 đến khi qua đời vào năm 1608, tổng cộng 41 năm; trở thành một trong những vị quốc vương trị vì lâu dài nhất của Triều Tiên.
Thời gian đầu khi mới lên ngôi, Tuyên Tổ đại vương là một vị quốc vương cai trị tốt và hiệu quả, biết lo lắng và quan tâm tới chính sự. Nhưng sau này, ông đã bỏ bê việc triều chính. Triều đại của Tuyên Tổ phải đối mặt với cuộc xâm lăng Triều Tiên của Toyotomi Hideyoshi từ Nhật Bản. Dù cuộc xâm lược này thất bại, nhưng đã buộc Tuyên Tổ và triều đình phải bỏ chạy về phía Bắc Bình Nhưỡng, cho đến khi Minh Thần Tông gửi quân cứu viện sang. Sau khi trở về Hán Thành, ông là người đầu tiên sử dụng Đức Thọ Cung (德壽宮; 덕수궁) như một cung điện chánh trong khi tất cả các cung điện khác ở Hán Thành đã bị đốt phá trong thời gian chiến tranh.
Ngày nay, Tuyên Tổ đại vương bị nhận xét là một trong những vị quốc vương bất tài nhất trong lịch sử nhà Triều Tiên, đặc biệt do cách ông đối xử với Đô đốc Lý Thuấn Thần, nhân vật mà nhiều người cảm thấy xứng đáng được ưu ái cho chiến thắng liên tiếp chống lại cường địch Nhật Bản. Nhưng thay vào đó, ông lại giáng Đô đốc Lý xuống làm lính cho đến khi mất.

## Thân thế
Tuyên Tổ đại vương có tên húy là Lý Diên (李昖; 이연), sinh ra vào ngày 11 tháng 11 năm 1552 ở Hán Thành. Ông là con trai thứ ba của Đức Hưng Đại viện quân Lý Thiệu (德興大院君李岹, 1530 - 1559), con trai của Triều Tiên Trung Tông và Xương tần An thị; mẹ ông là Hà Đông Phủ đại phu nhân Trịnh thị (河東府大夫人). Lúc đầu, ông được phong làm Hà Thành Quân (河城君), nhưng không được nhiều người chú ý vì ông không có nhiều quyền lực.
Năm 1567, Triều Tiên Minh Tông qua đời mà không có con trai để kế vị, vì vậy quan viên triêu đình đã phải tìm một thành viên khác trong vương tộc để lên ngôi. Hà Thành Quân mới 15 tuổi được chọn để kế tục vương nghiệp, bởi ông còn trẻ và chưa biết gì về chính trị.

## Thời gian đầu
Thời gian đầu trị vì (1567 - 1575), Tuyên Tổ đại vương là một vị quân vương rất tốt; ông đã cống hiến cuộc sống và triều đại của mình để cải thiện cuộc sống cho dân chúng, cũng như củng cố lại đất nước sau sự mục nát chính trị do cách cai trị tàn bạo của Yên Sơn Quân và các quy định lỏng lẻo trong triều đại Triều Tiên Trung Tông.
Tuyên Tổ khuyến khích nhiều học giả Nho giáo, những người bị ngược đãi bởi tầng lớp quý tộc dưới thời Yên Sơn Quân và Trung Tông. Ông tiếp tục thực hiện những cải cách mà Minh Tông đang tiến hành, ông trọng dụng nhiều nho sĩ nổi tiếng, trong đó có Lý Hoảng, Lý Nhị, Trịnh Triệt (鄭澈), và Liễu Thành Long (柳成龍) làm cố vấn.
Tuyên Tổ cải cách lại hệ thống các kỳ thi, đặc biệt là sát hạch quy cách và trình độ. Các kỳ thi trước đây chủ yếu đều liên quan tới văn học, không phải là chính trị hay lịch sử. Ông ra lệnh cho hệ thống này sẽ được cải tổ bằng việc tăng tầm quan trọng của những đề tài khác. Ông cũng phục hồi danh tiếng cho các học giả như Triệu Quang Tổ (趙光祖), và lên án sự bại hoại, mục nát của những quý tộc, đáng chú ý là Nam Cổn (南袞), nghị chính dưới thời Triều Tiên Trung Tông, đã góp phần lớn vào việc tham nhũng. Những hành động này của ông tạo cho dân chúng sự kính trọng và tin tưởng, nhờ thế đất nước có được một thời gian ngắn để ổn định.

## Đảng tranh
Trong số các Nho sĩ được Tuyên Tổ trọng dụng thì Thẩm Nghĩa Khiêm (沈義謙) và Kim Hiếu Nguyên (金孝元) là hai nhân vật được nhà vua sủng ái nhất. Thẩm Nghĩa Khiêm là một cận thần của Nhân Thuận Vương hậu, nặng về bảo thủ; còn Kim Hiếu Nguyên lại là lãnh đạo của tầng lớp quan lại có đầu óc đổi mới và kêu gọi những cuộc cải cách. Các Nho sĩ của Tuyên Tổ bắt đầu phân chia thành hai Đảng phái, đứng đầu bởi họ Thẩm và họ Kim. Những thành viên của hai phe sống xen lẫn trong cùng một khu vực. Nhóm của Thẩm Nghĩa Khiêm sống ở phía Tây kinh thành trong khi những người của Kim Hiếu Nguyên tập hợp ở phía Đông. Do đó, hai phe bắt đầu được gọi là phái Tây Nhân (西人黨) và phái Đông Nhân (東人黨); hệ thống của hai phe này kéo dài 400 năm đã góp phần vào sự sụp đổ của nhà Triều Tiên.
Ban đầu, phái Tây Nhân nhận được những đặc ân của nhà vua, kể từ lúc Thẩm Nghĩa Khiêm theo Nhân Thuận Vương hậu và cũng đã có được sự ủng hộ từ những đại quý tộc. Tuy nhiên, các cải cách của phái Đông Nhân đã giúp họ đoạt được ảnh hưởng và loại dần phái Tây Nhân ra khỏi quyền lực. Thời gian đầu, những cải cách của phái Đông Nhân phát triển nhanh chóng để lấy ảnh hưởng; nhưng sau đó nhiều người trong phái Đông Nhân bắt đầu yêu cầu những người khác kìm hãm các cải cách. Phái Đông Nhân lại một lần nữa được tách thành phái Bắc Nhân (北人黨) và phái Nam Nhân (南人黨).
Liễu Thành Long (柳成龍), người lãnh đạo phái Nam Nhân, trong khi phái Bắc Nhân thậm chí còn bị chia cắt nhiều hơn nữa sau khi không đồng nhất ý kiến qua nhiều vấn đề; phái Đại Bắc Nhân là phái tả cực đoan về vấn đề cải cách, trong khi phái Tiểu Bắc Nhân trở nên ít có đầu óc cải cách hơn so với phái Đại Bắc Nhân, nhưng vẫn còn hướng cải cách hơn phái Nam Nhân.
Những thiên hướng chính trị đã làm cho đất nước suy yếu đi, vì số lượng binh lính phục vụ quân đội cũng là một trong số những vấn đề của cuộc cải cách. Lý Nhị, một người bảo thủ trung lập đã đề nghị nhà vua tăng số lượng quân lính để chống lại những cuộc xâm lược của Nữ Chân và Nhật Bản trong tương lai. Tuy nhiên, cả hai phe đều bác bỏ các đề xuất của Lý Nhị, và số lượng quân đội đã được giảm khá nhiều vì đa số mọi người đều tin tưởng rằng nền hòa bình sẽ còn kéo dài. Mãn Châu và Nhật Bản đã nhân lợi dụng cơ hội này để mở rộng ảnh hưởng ở Đông Á, dẫn đến Cuộc chiến tranh Bảy năm, nền tảng của nhà Thanh ở Trung Quốc mà cả hai việc này đều sẽ dẫn tới sự tàn phá trên bán đảo Triều Tiên.

## Ngoại xâm
Tuyên Tổ đại vương đương thời phải giáp mặt cùng nhiều khó khăn để qiải quyết và đối phó với cả hai mối đe dọa mới. Ông cử nhiều vị tướng có tài cầm quân lên biên giới phía Bắc, trong khi ở phía Nam thì ông chỉ đàm phán với Oda Nobunaga, Toyotomi Hideyoshi và Tokugawa Ieyasu và lơi lỏng sự bố phòng. Tuy nhiên, sau khi Phong Thần Tú Cát thống nhất Nhật Bản, người Nhật đã nhanh chóng sớm chứng tỏ mình mới thực sự là mối đe dọa của Triều Tiên. Người Triều Tiên bắt đầu quan ngại và lo sợ rằng đất nước mình sẽ bị xâm lăng bởi Nhật Bản. Nhiều quan lại đã khẩn thiết yêu cầu nhà vua gửi sứ thần đến gặp Toyotomi Hideyoshi, mục đích chính của họ là để tìm hiểu xem liệu có phải ông ta đang chuẩn bị cho cuộc xâm lược hay không.
Tuy nhiên, hai phái đứng đầu triều đình đã không đồng ý về vấn đề mang tầm quan trọng của đất nước, vì thế một thỏa hiệp đã được thực hiện và mỗi nhóm sẽ cử một đại diện đến gặp Toyotomi Hideyoshi. Khi trở về, báo cáo của các vị đại biểu đã gây ra sự nhầm lẫn và tranh cãi nhiều hơn. Hwang Yun-gil của phái Tây Nhân bảo rằng Hideyoshi đã nâng cao thêm số lượng rất lớn cho quân đội, nhưng Kim Seong-il của phái Đông Nhân lại cho rằng những lực lượng lớn không phải là để chuẩn bị cho cuộc chiến tranh Triều Tiên, kể từ lúc ông ta cố gắng hoàn thành những cải cách của mình một cách nhanh chóng để ngăn chặn tình trạng vô kỉ luật và dẹp bỏ nạn cướp bóc đang lan xuống nông thôn. Khi mà phái Đông Nhân đang có tiếng nói trong triều đình lúc bấy giờ thì thông báo của Hwang đã bị bỏ qua, và Tuyên Tổ quyết định không chuẩn bị cho chiến tranh, mặc dù thái độ và lời lẽ của Phong Thần Tú Cát, trong bức thư gửi cho nhà vua rõ ràng cho thấy sự quan tâm của mình trong cuộc chinh phục của châu Á.
Trong Chiến tranh Nhật Bản - Triều Tiên (1592 - 1598), mặc dù Triều Tiên giành được thắng lợi nhưng chiến tranh đã làm cho đất nước bị suy kiệt hết sức nặng nề. Mà các triều đại sau này không bao giờ có thể lấy lại được sự thịnh vượng như trước đây.

## Cuối đời
Sau khi chiến tranh kết thúc, việc tái thiết đất nước đã bị cản trở bởi hai phe phái lớn trong triều đình. Phái Đông Nhân có thể lực lớn sau chiến tranh, với nhiều người trong số đó được ca ngợi là những anh hùng quân sự. Sau đó, phái Đông Nhân lại bị chia rẽ giữa những người vào trước và sau, các cuộc tranh giành của những phe phái trở nên thậm chí còn mạnh mẽ hơn. Tuyên Tổ chán nản, không màng đến chính sự nên để cho Quang Hải Quân giải quyết thay mình. Tuy nhiên, khi Nhân Mục Vương hậu sinh được vương tử cho nhà vua, vấn đề kế vị lại trở thành một sự tranh chấp giữa các phe phái trong triều, vì Quang Hải Quân là con của một hậu cung.
Năm 1608, ngày 1 tháng 2, Tuyên Tổ đại vương thăng hà ở Đức Thọ Cung, hưởng thọ 56 tuổi. Ông được an táng ở Mục Lăng (穆陵), miếu hiệu là Tuyên Tông (宣宗), thụy hiệu ngắn gọn là Chiêu Kính Thánh Duệ Đạt Hiếu Đại Vương (昭敬聖睿達孝大王). Sau khi cháu nội ông là Triều Tiên Nhân Tổ lên ngôi, ông được đổi miếu hiệu thành Tuyên Tổ, cách gọi mà ngày nay gọi ông.

## Gia đình
- Thân phụ: Đức Hưng Đại viện quân Lý Triệu (德興大院君李岹; 1530 - 1559), là con trai của Triều Tiên Trung Tông và Xương tần An thị (昌嬪安氏).
- Thân mẫu: Hà Đông Phủ đại phu nhân Trịnh thị (河東府大夫人鄭氏; 1530 - 1567), con gái của Trịnh Thế Hổ (鄭世虎), sau khi thành hôn với Đức Hưng quân thì có phong hiệu là Hà Đông quận phu nhân (河東郡夫人). Bà qua đời vào ngày 18 tháng 5, trước khi Tuyên Tổ lên ngôi 2 tháng. Sau đó, bà được tặng phong hiệu Phủ đại phu nhân (府大夫人).
- Huynh tỉ:

1. Hà Nguyên quân (河原君; 1545 - 1597), lấy Nam Dương quận phu nhân Hồng thị (南陽郡夫人洪氏) và Tân An quận phu nhân Lý thị ở Tinh Châu (新安郡夫人星州李氏).
2. Hà Lăng quân (河陵君; 1546 - 1592), lấy Bình Sơn quận phu nhân Thân thị (平山郡夫人申氏). Về sau nhận con nuôi thờ tự là Cẩm Nguyên quân Lý Tĩnh (錦原君李岭).
3. Trinh phu nhân Lý thị (貞夫人李氏; 1548 - 1637), tên là Minh Thuận (明順), lấy Quảng Dương quân An Hoảng (廣陽君安滉).

- Hậu cung:

1. Ý Nhân Vương hậu Phác thị (懿仁王后朴氏, 1555 - 1600), người ở Phan Nam, là con gái của Phan Thành phủ viện quân Phác Ứng Thuận (潘城府院君朴應順) và Hoàn Sơn phủ phu nhân Lý thị ở Toàn Châu (完山府夫人全州李氏). Bà không sinh được con.
2. Nhân Mục Vương hậu Kim thị (仁穆王后金氏, 1584 - 1632), người ở Diên An, là con gái của Diên Hưng phủ viện quân Kim Đễ Nam (延興府院君金悌男) và Quang Sơn phủ phu nhân Lô thị ở Quang Châu (光山府夫人光州盧氏). Bà hạ sinh ra Vĩnh Xương Đại Quân Lý Nghĩa, con trai út của Tuyên Tổ.
3. Cung tần Kim thị (1553 - 1577), người Kim Hải. Nhập cung năm 1571, ban đầu là Thục viên, dần thăng đến Quý nhân, sau khi mất truy tặng chức tần. Là sủng thiếp của Tuyên Tổ những năm đầu. Sinh bốn con trai: Lâm Hải quân, Quang Hải quân và hai vương tử chết yểu. Sau khi Quang Hải quân kế vị, truy tôn là Cung Thánh vương hậu. Quang Hải bị phế, Nhân Tổ hạ chiếu tước bỏ tôn hiệu của bà.
4. Kính Huệ Nhân tần Kim thị (敬惠仁嬪金氏, 1555 - 1613), người ở Thủy Nguyện, là con gái của Kim Hán Hựu (金漢佑) và Toàn Châu Lý thị (全州李氏), sủng thiếp của Tuyên Tổ những năm cuối. Bà hạ sinh 4 vương tử và 5 vương nữ, gồm: Nghĩa An Quân, Tín Thành Quân, Định Viễn Quân, Nghĩa Xương Quân, Trinh Thận ông chúa, Trinh Huệ ông chúa, Trinh Thục ông chúa, Trinh An ông chúa và Trinh Huy ông chúa. Về sau khi cháu nội của bà là Triều Tiên Nhân Tổ kế vị, bà được dâng cung hiệu là Trữ Khánh Cung (儲慶宮).
5. Thuận tần Kim thị (順嬪金氏, ? - 1647), không rõ xuất thân. Năm 1592, tấn phong Thục dung (淑容). Đến năm 1604, tấn phong làm Thục nghi (淑儀). Hạ sinh ra Thuận Hòa Quân Lý Phổ là con trai duy nhất.
6. Tĩnh tần Mẫn thị (靜嬪閔氏, 1567 - 1626), người ở Li Hưng, là con gái của Mẫn Sĩ Tuấn (閔士俊) và Tân Xương Mạnh thị (新昌孟氏).
7. Trinh tần Hồng thị (貞嬪洪氏), người ở Nam Dương. Con gái của Tặng Lại tào Tham phán Hồng Nhữ Khiêm và Tặng Trinh phu nhân họ Tào ở Xương Ninh.
8. Ôn tần Hàn thị (溫嬪韓氏, 1581 - 1664), người ở ở Thanh Châu. Con gái của Trung nghĩa vệ Hàn Sĩ Hưởng và phu nhân họ Phác ở Trúc Sơn.
9. Quý nhân Trịnh thị (貴人鄭氏), người ở Diên Nhật. Con gái của Tặng Tư hiến đại phu, Binh tào Phán thư Trịnh Hoảng và Tặng Trinh phu nhân họ Hàn ở Phú Bình.
10. Thục nghi Trịnh thị (淑儀鄭氏), người ở Đông Lai. Con gái của Trịnh Thuần Hi và Phu nhân họ Doãn ở Hải Bình.
11. Phế Chiêu viên họ Doãn (昭媛尹氏).

### Vương tử
1. Lâm Hải Quân Lý Duật [臨海君李珒; 1572 - 1609], mẹ là Cung tần Kim thị. Lấy quân phu nhân họ Hứa ở Dương Xuyên. Bị em cùng mẹ là Quang Hải quân giết hại.
2. Quang Hải Quân Lý Hồn [光海君李琿], mẹ là Cung tần Kim thị. Lấy Văn Thành quân phu nhân họ Liễu ở Văn Hóa.
3. Nghĩa An Quân Lý Thành [義安君李珹; 1577 - 1588], mẹ là Trữ Khánh Cung Nhân tần.
4. Tín Thành Quân Lý Dực [信城君李珝; 1578 - 1592], mẹ là Trữ Khánh Cung Nhân tần. Lấy quận phu nhân họ Thân ở Bình Sơn.
5. Định Viễn Quân Lý Phu [定遠君李琈; 1580 - 1619], mẹ là Trữ Khánh Cung Nhân tần. Sinh ra Triều Tiên Nhân Tổ, được tấn tôn làm Nguyên Tông đại vương (元宗大王).
6. Thuận Hòa Quân Lý Thổ [順和君李𤣰; 1580 - 1607], mẹ là Thuận tần Kim thị. Lấy quận phu nhân họ Hoàng ở Trường Thủy
7. Nhân Thành Quân Lý Cộng [仁城君李珙; 1588 - 1628], mẹ là Tĩnh tần Mẫn thị. Lấy Hải Bình quận phu nhân họ Doãn
8. Nghĩa Xương Quân Lý Quang [義昌君李珖; 1589 - 1645], mẹ là Trữ Khánh Cung Nhân tần. Lấy quận phu nhân họ Hứa ở Dương Xuyên
9. Khánh Xương Quân Lý Đan [慶昌君李珘; 1596 - 1604], mẹ là Trinh tần Hồng thị. Lấy quận phu nhân họ Tào ở Xương Ninh
10. Hưng An Quân Lý Thi [興安君李瑅; 1598 - 1624], mẹ là Ôn tần Hàn thị. Lấy quận phu nhân họ Hàn ở Thanh Châu và quận phu nhân họ Doãn ở Pha Bình.
11. Khánh Bình Quân Lý Lực [慶平君李玏; 1600 - 1643], mẹ là Ôn tần Hàn thị. Lấy quận phu nhân họ Thôi ở Sóc Ninh.
12. Nhân Hưng Quân Lý Anh [仁興君李瑛; 1604 - 1651], mẹ là Tĩnh tần Mẫn thị. Lấy quận phu nhân họ Tống ở Lệ Sơn.
13. Ninh Thành Quân Lý Quý [寧城君李㻑; 1606 - 1649], mẹ là Ôn tần Hàn thị. lấy quận phu nhân họ Hoàng ở Xương Nguyện.
14. Vĩnh Xương Đại Quân Lý Nghĩa [永昌大君李㼁; 1606 - 1614], mẹ là Nhân Mục Vương hậu.

### Vương nữ
1. Trinh Thận Ông chúa [貞慎翁主; 1582 - 1653], mẹ là Nhân tần Kim thị. Hạ giá lấy Đạt Thành úy Từ Cảnh Thọ (徐景霌).
2. Trinh Huệ Ông chúa [貞惠翁主; 1584 - 1638], mẹ là Nhân tần Kim thị. Hạ giá lấy Hải Tung úy Doãn Tân Chi (尹新之).
3. Trinh Thục Ông chúa [貞淑翁主; 1587 - 1627], mẹ là Nhân tần Kim thị. Hạ giá lấy Đông Dương úy Thân Dực Thánh (申翊聖).
4. Trinh Nhân Ông chúa [貞仁翁主; 1590 - 1656], mẹ là Tĩnh tần Mẫn thị. Hạ giá lấy Đường Nguyện úy Hồng Hữu Kính (洪友敬).
5. Trinh An Ông chúa [貞安翁主; 1590 - 1660], mẹ là Nhân tần Kim thị. Hạ giá lấy Cẩm Dương quân Phác Di (朴瀰).
6. Trinh Huy Ông chúa [貞徽翁主; 1593 - 1653], mẹ là Nhân tần Kim thị. Hạ giá lấy Toàn Xương quân Liễu Đình Lượng (柳廷亮).
7. Trinh Thiện Ông chúa [貞善翁主; 1594 - 1614], mẹ là Tĩnh tần Mẫn thị. Hạ giá lấy Cát Thành quân Quyền Đại Nhâm (權大任).
8. Trinh Chính Ông chúa [貞正翁主; 1595 - 1666], mẹ là Trinh tần Hồng thị. Hạ giá lấy Tấn An úy Liễu Phước (柳頔).
9. Trinh Cẩn Ông chúa [貞謹翁主; 1599 - 1613], mẹ là Tĩnh tần Mẫn thị. Hạ giá lấy Nhất Thiện úy Kim Khắc Tấn (金克鑌).
10. Trinh Minh Công chúa [貞明公主; 1603 - 1685], mẹ là Nhân Mục Vương hậu. Hạ giá lấy Vĩnh An úy Hồng Trụ Nguyên (洪柱元).
11. Công chúa [公主; 1604], mẹ là Nhân Mục vương hậu.
12. Trinh Hòa Ông chúa [貞和翁主; 1604 - 1666], mẹ là Ôn tần Hàn thị. Hạ giá lấy Đông Xương úy Quyền Đại Hằng (權大恒).

## Thụy hiệu
- King Seonjo Sogyung Jeongryun Ripgeuk Seongdeok Hongryeol Jiseong Daeeui Gyeokcheon Heeun Gyungmyung Sinryeok Honggong Yungeop Hyeonmun Euimu Seongye Dalhyo the Great of Korea.
- 선조소경정륜립극성덕홍렬지성대의격천희운경명신력홍공융업현문의무성예달효대왕.
- 宣祖昭敬正倫立極盛德洪烈至誠大義格天熙運景命神曆弘功隆業顯文毅武聖睿達孝大王.
- Tuyên Tổ Chiêu Kính Chính Luân Lập Cực Thịnh Đức Hồng Liệt Chí Thành Đại Nghĩa Cách Thiên Hy Vận Cảnh Mệnh Thần Lịch Hoằng Công Long Nghiệp Hiển Văn Nghị Vũ Thánh Duệ Đạt Hiếu Đại Vương.